# Comuna Surju
Surju este o comună (vald) din Comitatul Pärnu, Estonia. Cuprinde 11 localități (sate). Reședința comunei este satul Surju.